# 홍양사
홍양사는 충청북도 청주시 청원구에 있다. 2015년 4월 17일 청주시의 향토유적 제111호로 지정되었다.

## 개요
안정라씨가 비중리에 세거한 사실을 중명하는 자료이다.